# محمد الواکد (بازیکن فوتبال، زاده ۱۹۹۱)
محمد الواکد (عربی: محمد الواكد؛ زادهٔ ۳۱ دسامبر ۱۹۹۱) یک بازیکن فوتبال اهل عربستان سعودی است.
از باشگاه‌هایی که در آن بازی کرده‌است می‌توان به الهلال عربستان و الشعله عربستان اشاره کرد.